# 鏡の中のオルゴール
鏡の中のオルゴールはフェアリーテール（花月組）より発売されたアダルトゲームのシリーズである。童話をアレンジした3本の作品が存在する。

## 鏡の中のオルゴール ひとつめの物語 THMBELINA
鏡の中のオルゴール ひとつめの物語 [THMBELINA]はアンデルセンの童話おやゆび姫をベースとしている。

### スタッフ
- キャラクターデザイン:little
- シナリオ:剛田ピンキー
- 音楽:中ノ目 有輝
  - 主題歌:森においでよ 
作詞:吉田文
作曲:Reico
歌大野まりな
- キャスト
  - 親指姫:鳩野比奈
  - アルトリート:児玉さとみ
  - 王子:坂野茂
  - 親指姫の母:中瀬ひな
  - 国王:村松柳清
  - 侍女長:鵜乃瀬朱香
  - 盲目の男:内匠屋

## 鏡の中のオルゴール ふたつめの物語 SNOW WHITE
鏡の中のオルゴール ふたつめの物語 [SNOW WHITE]はグリム童話の白雪姫をベースとしている。

### スタッフ
- 原画:nini
- 音楽:中ノ目 有輝
  - 主題歌:遠い遠い小さな国のお話 
作詞:吉田文
作曲:Reico、畠義人
歌大野まりな
- キャスト
  - 白雪姫:楠鈴音
  - 女王:中瀬ひな
  - 白雪姫の母:児玉さとみ
  - 老婆:理多
  - ジョバンニ:笑顔光
  - セバスチャン:白髪太夫

## 鏡の中のオルゴール みっつめの物語 Hänsel und Gretel
鏡の中のオルゴール みっつめの物語 [Hänsel und Gretel]はグリム童話のヘンゼルとグレーテルをベースとしている。

### スタッフ
- 原画:みずき
- 音楽:中ノ目 有輝
  - 主題歌:僕のお姫様! 
作詞:吉田文
作曲:Reico
歌大野まりな
- キャスト
  - ヘンゼル:一条和矢
  - グレーテル:金田まひる
  - 魔女:児玉さとみ